# Jelsa
Jelsa [ˈjɛːlsa] ist eine Gemeinde auf der Insel Hvar in Kroatien. Die Gemeinde hatte zur Zeit der Volkszählung im Jahr 2021 3501 Einwohner.

## Lage
Die Stadt Jelsa liegt auf der Nordseite der dalmatinischen Insel Hvar. Sie wird von den zwei größten Gipfeln der Insel, Nikola und Hum umschlossen. Je nach Wetterlage kann man die benachbarte Insel Brač und das Festland sehen. Ein Katamaran der Jadrolinija pendelt täglich zwischen dem Jelsa und der Hafenstadt Split. Ein Wasserflugzeug der European Coastal Airlines verkehrte viermal an Tag zwischen dem Hafen und dem Flughafen Split. Zu den benachbarten Inseln kann man sich problemlos eines der zahlreichen Boote mieten. Des Weiteren gibt es eine Busverbindung zu den Nachbarorten.

## Geschichte
Das Gebiet, in der die Stadt Jelsa heute liegt, war schon während der Steinzeit bewohnt. Die Menschen lebten damals in Höhlen im Südosten der heutigen Stadt. Mit den Griechen kamen auch die ersten Bauwerke in diese Region. Später wurden sieben, im örtlichen Dialekt „Kaštela“ (von lat. castellum, Burg) genannte Kastellburgen, errichtet, die dazu dienten, vor den Angriffen der Türken zu warnen und somit den Reichtum der Siedlung zu schützen. Erst im Laufe des 14. Jahrhunderts wurde Jelsa zum ersten Mal als eigentliche Stadt erwähnt. Damals entwickelte sie sich zu einer der wichtigsten Schiffbauzentren der damaligen Zeit.

## Wirtschaft
Der Tourismus ist die Haupteinnahmequelle der Stadt Jelsa. Diesen gibt es in Jelsa schon seit der Antike, wie einige Ruinen der Landvillen (lat. villae rusticae (Pl.)) beweisen, die man als Ferienhäuser nutzte. 1911 wurde das erste Hotel eröffnet. Ende der 1960er Jahre begann der Bau größerer Tourismusanlagen. Weitere wichtige Wirtschaftszweige sind der Weinbau, der Anbau von Oliven und die daraus gewonnenen Produkte wie das traditionelle Olivenöl, so wie der Fischfang und das traditionelle Lavendelöl.

## Sehenswürdigkeiten
Die Gemeinde Jelsa bietet einige Sehenswürdigkeiten. Dort gibt es z. B. den Perivoj (Lustgarten) aus der Zeit um 1870. Da Jelsa wie Kroatien insgesamt katholisch geprägt ist, gibt es eine große Anzahl Kapellen und Kirchen, allen voran die Burgkirche Zur Hl. Maria. Als schönster Ort Jelsas gilt der Platz des Heiligen Ivan und die dazugehörige Kapelle. Er befindet sich in der Altstadt von Jelsa. Von der antiken Stadt Civitas Vetus Ielsae haben Reste der Stadtmauer und ein Friedhof an der Stelle eines ehemaligen Augustinerklosters (1605–1787), von dem noch die Klosterkirche zeugt, die Zeiten überstanden. In Zusammenarbeit mit Historikern und Experten wurde oberhalb der Stadt ein römischer Weinkeller nachgebaut.

### Städtepartnerschaften
Die Partnerstadt von Jelsa ist St. Andrä in Österreich. Der Vertrag wurde 1997 unterschrieben.

## Söhne und Töchter der Stadt
- Antun Dobronić (1878–1955), kroatischer Komponist
- Miro Modrinić, kroatischer Autor

## Bildergalerie

Der Lustgarten
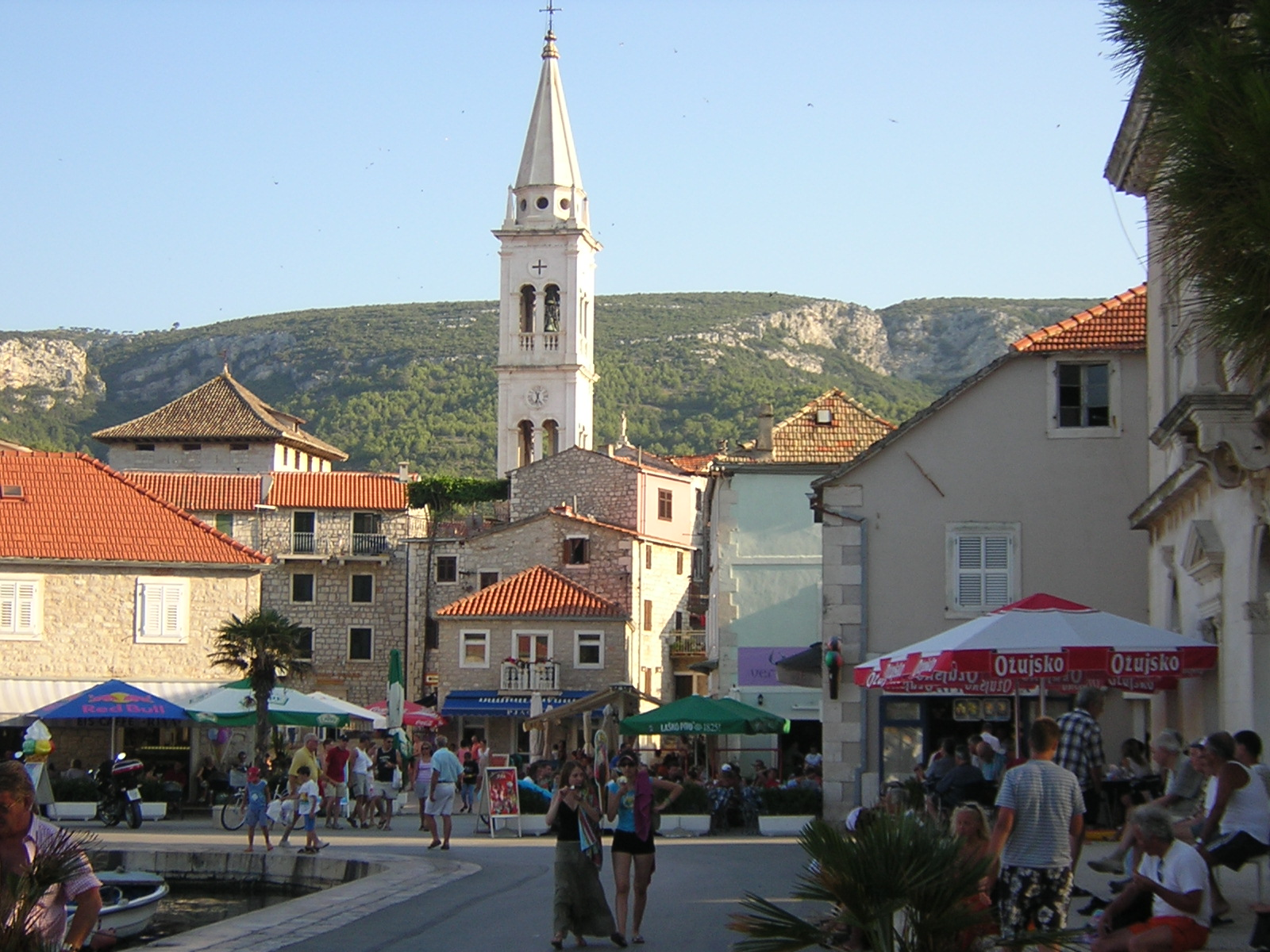
Hafen von Jelsa
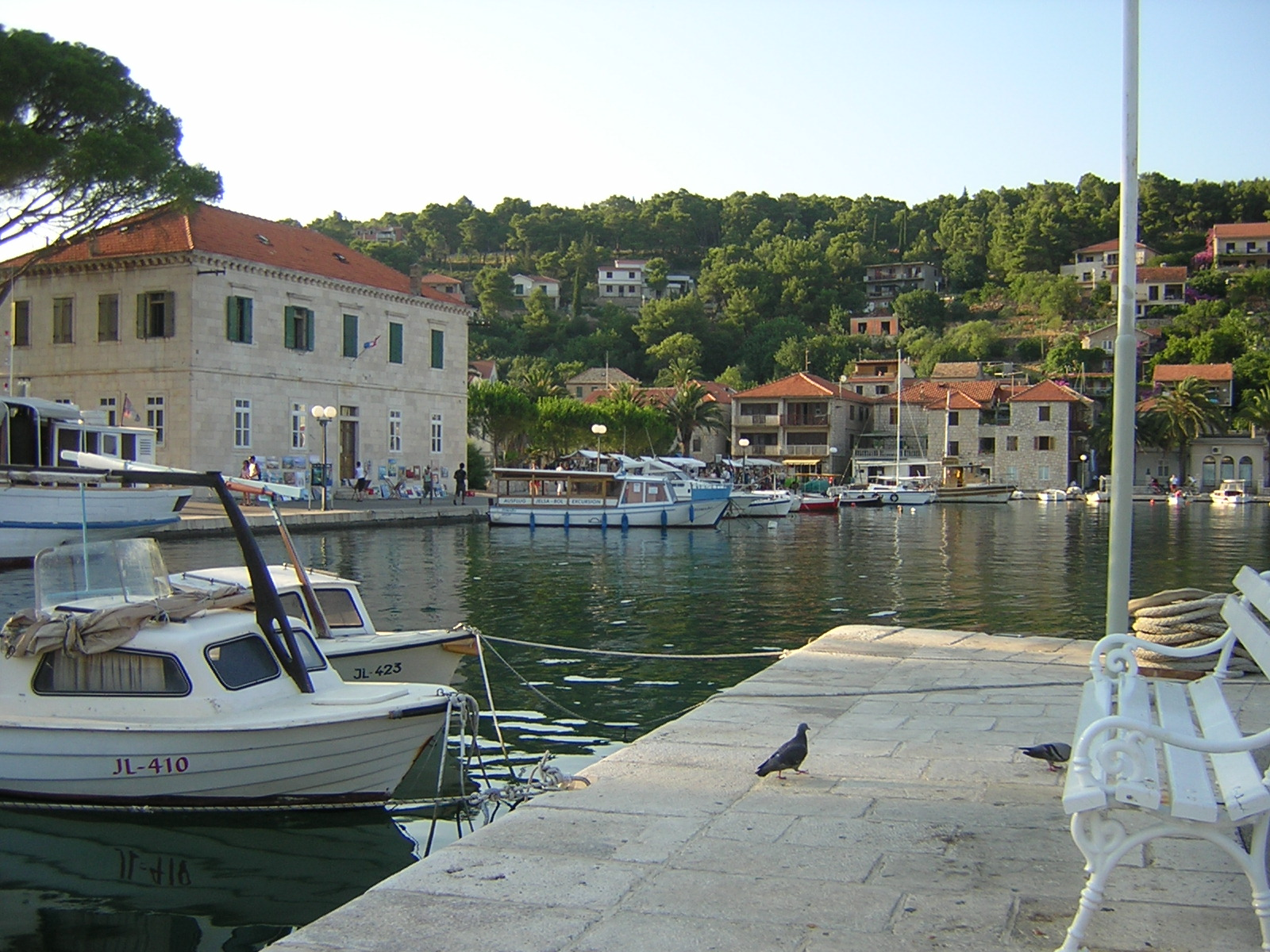
Der Hafen von Jelsa
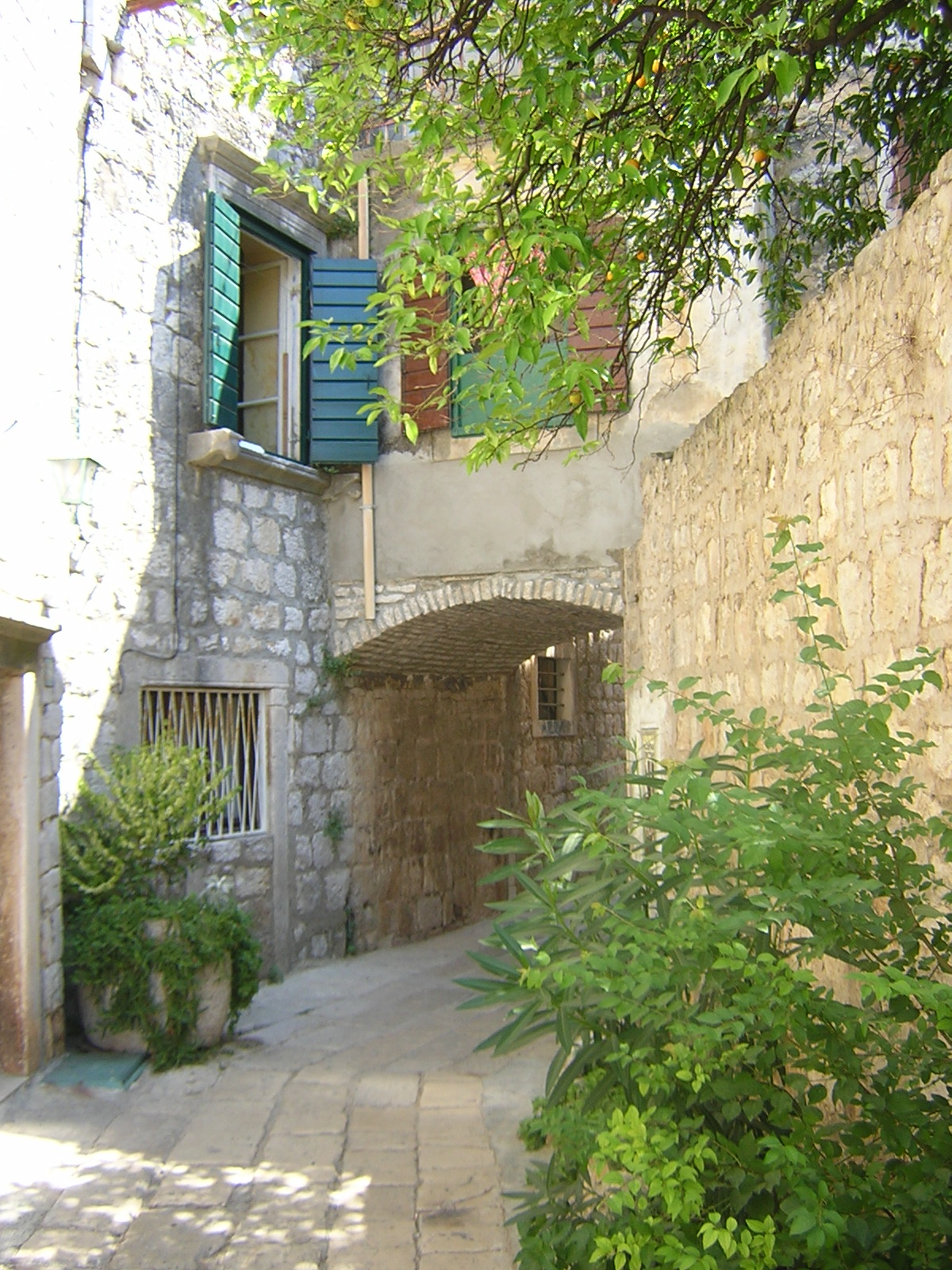
Gasse in Jelsa
Alter Wachturm, von den Einheimischen „Tor“ genannt
Der Hafen von Jelsa
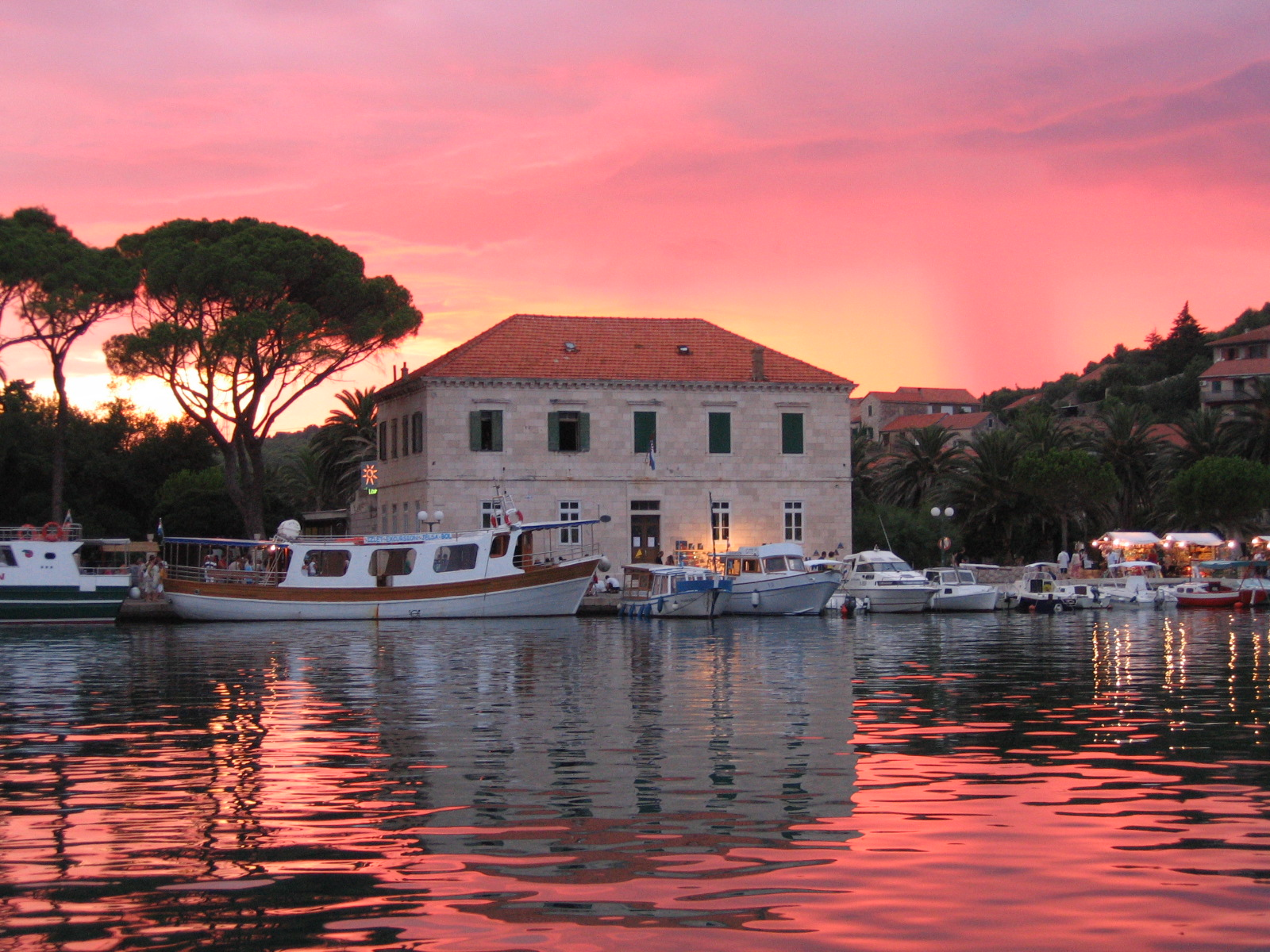
Der Hafen von Jelsa
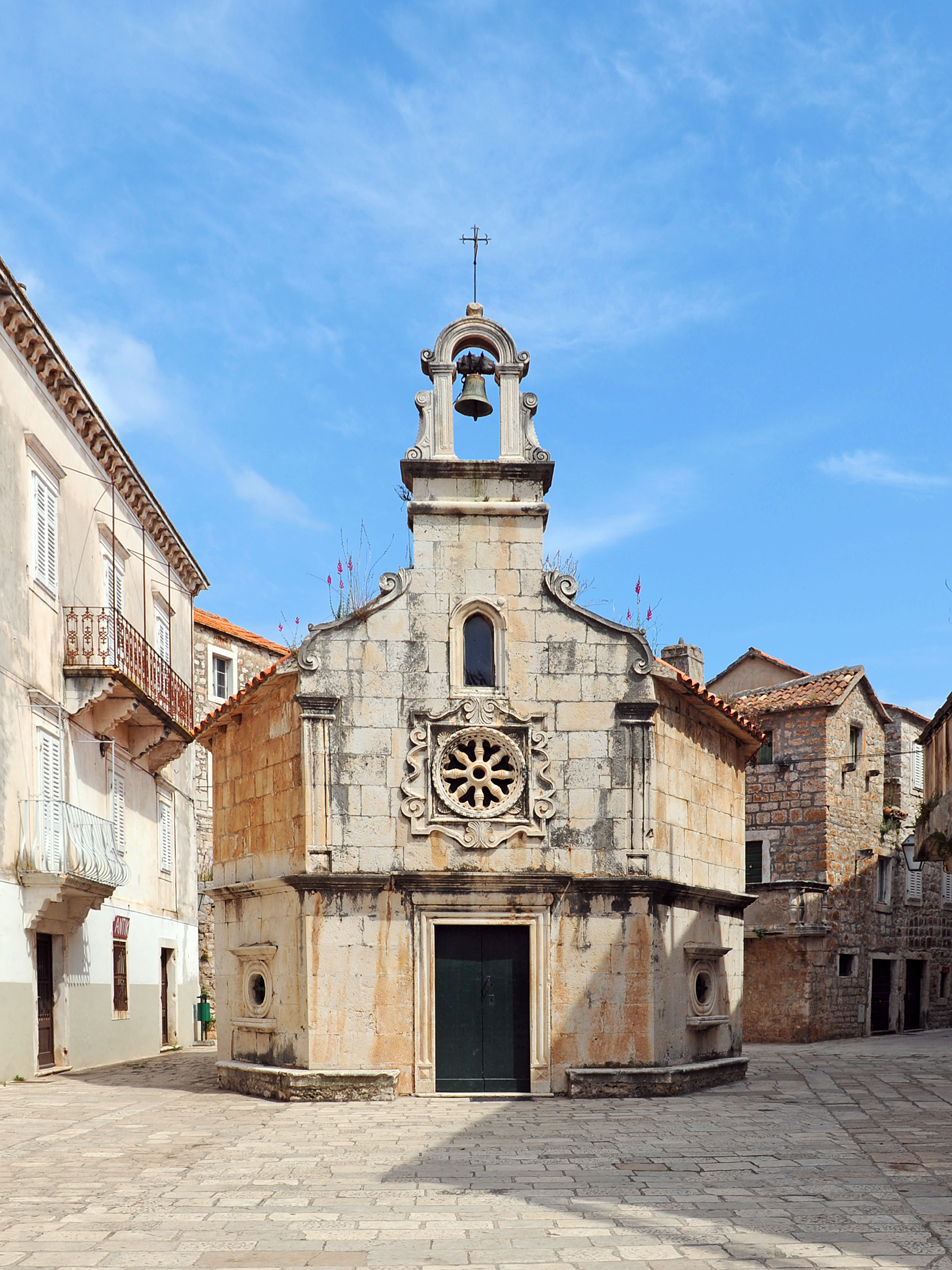
Kapelle Sveti Ivan